# Pravni institut
Pravna institucija je skup pravnih normâ koje se odnose na istovjetni društveni odnos ili grupu odnosa (brak, svojina, ugovor, državljanstvo, naknada štete). Pravna institucija je isto što i pravni institut. Institucija ima više značenja ali u pravu označava skup pravnih normi.